# 세비야 조약
세비야 조약은 그레이트브리튼 왕국, 프랑스, 스페인이 1729년 11월 9일 스페인 남서부에 위치한 도시인 세비야에서 맺은 조약이다. 영국-스페인간의 전쟁(1727년 발발)을 마무리하는 조약이었다.
스페인에서는 스페인의 펠리페 5세를 대리해 호세 바우티스타 데 오렌다인(스페인어: Juan Bautista de Orendain)과 호세 파티노 로살레스(스페인어: José Patiño Rosales)가 협상에 임했다. 영국에서는 그레이트브리튼의 조지 2세를 대리해 윌리엄 스탄호프(영어: William Stanhope)와 로버트 월폴 경(영어: Sir Robert Walpole)이 협상에 참가하였다. 스탄호프는 이 공로를 이유로 1730년 해링턴 남작(영어: Baron Harrington)이라는 작위를 받았다.
이 조약의 각 항에 의해, 그레이트브리튼 왕국은 마혼 항과 지브롤터의 지배권을 계속 유지하게 되었다. 그 대신, 그레이트브리튼 왕국은 스페인의 여왕인 파르마의 엘리자베스의 파르마 공국에 대한 지배권을 인정하였다.

## 같이 보기
- 스페인의 펠리페 5세
- 그레이트브리튼의 조지 2세